# Karl Reinthaler (Pädagoge)
Karl Christian Wilhelm Reinthaler (1794–1863) war ein deutscher evangelischer Theologe und Pädagoge.

## Leben und Werk
Reinthaler gründete 1820 in Erfurt  das Martins-Stift mit Armenschule und Waisenhaus. Es ist die erste soziale Einrichtung nach dem Vorbild des Falk'schen Institut in Weimar. Beim Aufbau der Einrichtung in Erfurt hatte Falk noch selbst mitgewirkt. Das Martinsstift wurde immer weiter ausgebaut, sodass 1834 bereits von 745 Zöglingen die Rede war. Reinthaler stiftete in Erfurt eine Gesellschaft der Freunde in der Noth. In theologischer Hinsicht trat Reinthaler als Hymnendichter in Erscheinung.
Er war Vater des Komponisten Carl Martin Reinthaler (1822–1896). Der Sohn Paul Reinthaler schrieb auf seinen Vater eine Biographie, die positiv rezensiert wurde. Paul Reinthaler war Direktor des Falk'schen Instituts in Weimar.

## Werke
- Nachlass von Karl Reinthaler, 1794–1863
- Das Bad der Wiedergeburt: zur heiligen Taufe des jüngsten Erben unsrer Friedrichskrone ein Hosianna aus der deutschen Liederbibel
- Die Schöpfung: eine historische Liturgie aus der deutschen Liederbibel; dem achten deutschen Kirchentage im Jahre unsers Heils 1855
- Einig und frei in dem Herrn: ein Hosianna deutscher Brüder 1848–1855
- Noahs Predigt an die Kinder Gottes und die Töchter der Menschen in diesen unsern Tagen: dem deutschen Kirchentage und den preussischen Luthervereinen zunächst vorgelegt im Halbjahre des Heils 1851